# 偽裝/Winter Lovers
《偽裝／Winter Lovers》，是日本女創作歌手竹內瑪莉亞的第27張單曲。由竹內本人作曲作詞，丈夫山下達郎擔任製作人和編曲。1998年11月18日發行。
《偽裝》是同年富士系電視劇《沉睡的森林》的主題曲；副歌《Winter Lovers》則被明治製菓的產品「Melty Kiss」作為廣告曲。
是竹內出道19年零11個月以來首次取得Oricon單曲週榜冠軍，總銷量為46.3萬張。是1999年日本單曲銷量第63位。

## 收錄曲目
全曲 作詞、作曲：竹內瑪莉亞；編曲：山下達郎
1. 偽裝
  - 富士系電視劇《沉睡的森林》主題曲
2. Winter Lovers
  - 明治製菓產品「Melty Kiss」的廣告歌
3. 偽裝 （Original Karaoke）
4. Winter Lovers （Original Karaoke）

## 改編
《偽裝》亦被改編為粵語版本，為何嘉莉的《沉睡的戀人》。